# Miccolamia savioi
Miccolamia savioi är en skalbaggsart som beskrevs av J. Linsley Gressitt 1940. Miccolamia savioi ingår i släktet Miccolamia och familjen långhorningar. Inga underarter finns listade i Catalogue of Life.